# Pixel 5
El Pixel 5 es un teléfono inteligente Android diseñado, desarrollado y comercializado por Google como parte de la línea de productos Google Pixel. Actúa como el sucesor del Pixel 4. Fue anunciado oficialmente el 30 de septiembre de 2020 en el evento «Launch Night In», junto con el Pixel 4a (5G), y se lanzó en los Estados Unidos el 29 de octubre del mismo año.
Fue el primer teléfono insignia de la serie Pixel que no tuvo una versión XL. El 19 de octubre de 2021, fue sucedido por el Pixel 6 y el Pixel 6 Pro.

## Especificaciones

### Diseño y hardware
El Pixel 5 está construido utilizando un «recubrimiento de aluminio 100% reciclado» y Gorilla Glass 6 para la pantalla. El dispositivo estuvo disponible en colores Just Black y Sorta Sage, ambos con un acabado mate. La carcasa tiene un grueso recubrimiento de plástico, mientras que el botón de encendido está anodizado con un acabado metálico. La parte inferior del dispositivo cuenta con un conector USB-C que se utiliza para la carga y la salida de audio. Tiene altavoces estéreo, uno de los cuales se encuentra debajo de la pantalla, con el otro altavoz ubicado a la derecha del puerto USB-C. En la parte trasera se encuentra un lector de huellas dactilares capacitivo, que no había sido incluido en el Pixel 4.
El Pixel 5 utiliza el procesador Qualcomm Snapdragon 765G de gama media (compuesto por ocho núcleos Kryo 475, una GPU Adreno 620 y un DSP Hexagon 696), con 8 GB de RAM LPDDR4X y 128 GB de almacenamiento interno UFS 2.1 no ampliable. El Snapdragon 765G permite conectividad 5G estándar; ambas redes «sub-6» y de onda milimétrica (mmWave) son compatibles.
El Pixel 5 tiene una batería de 4080 mAh, un aumento significativo en comparación con la batería de 2800 mAh de su predecesor. Es capaz de carga rápida de hasta 18 W y admite carga inalámbrica Qi, así como carga inalámbrica inversa. Esto se habilita mediante un recorte en el panel trasero para la bobina de carga inalámbrica, cubierta con bio-resina. Conserva la clasificación de protección contra el agua IP68 bajo el estándar IEC 60529. Las capacidades de Motion Sense y reconocimiento facial del Pixel 4 han sido omitidas, al igual que Active Edge y Pixel Neural Core.
El Pixel 5 cuenta con una pantalla OLED de 6 pulgadas con resolución 1080p y soporte para HDR10+. Opera a una frecuencia de actualización de hasta 90 Hz; se ajusta dinámicamente según el contenido para preservar la duración de la batería. La pantalla tiene una relación de aspecto de 19.5:9 y adopta una estética de diseño similar al Pixel 4a, con bordes uniformes delgados y un recorte circular en la esquina superior izquierda para la cámara frontal.
El Pixel 5 incluye dos cámaras traseras ubicadas en un módulo cuadrado elevado. Si bien la cámara principal es la misma, incluye una lente ultra ancha que reemplaza la lente telefoto del Pixel 4. La lente principal de 28 mm con apertura f/1.7 y un campo de visión de 77° cuenta con un sensor Sony Exmor IMX363 de 12.2 megapíxeles, mientras que la lente ultra ancha de 107° con apertura f/2.2 tiene un sensor de 16 megapíxeles; ambos sensores son compartidos con el Pixel 4a (5G). La cámara frontal utiliza un sensor de 8 megapíxeles. Junto con el Pixel 4a (5G), es el primer teléfono Pixel capaz de grabar video en 4K a 60 fps, ya que los teléfonos Pixel anteriores estaban limitados a 30 fps. Aunque carece de Pixel Neural Core, Pixel Visual Core se ha reconfigurado para admitir las funciones Live HDR+ y Dual Exposure presentes en el Pixel 4. Las mejoras adicionales de software incluyen un nuevo modo Portrait Light, Modo Retrato para Night Sight, una configuración de Panorámica Cinemática y HDR+ con bracketing de exposición.

### Software
El Pixel 5 se lanzó con Android 11 y la versión 8.0 de la aplicación Google Camera, con características como Call Screen y una aplicación de Seguridad Personal. Una nueva característica introducida simultáneamente en el Pixel 4a (5G) es el Modo Ahorro Extremo de Batería, que detiene el procesamiento en segundo plano de las aplicaciones y solo permite que se ejecuten las aplicaciones esenciales. Tuvo 3 años de actualizaciones principales del sistema operativo con soporte hasta 2023.
El Pixel 5 fue el último teléfono Pixel que se envió con almacenamiento ilimitado en alta definición en Google Fotos, ya que los teléfonos posteriores (a partir del Pixel 5a y la serie Pixel 6) ya no incluían esta oferta.